# Garrina pedrigala
Garrina pedrigala är en mångfotingart som beskrevs av Chamberlin 1943. Garrina pedrigala ingår i släktet Garrina och familjen storjordkrypare. Inga underarter finns listade i Catalogue of Life.